# Пиротска окружна лига у фудбалу
Пиротска окружна лига је једна од 31 Окружних лига у фудбалу. Окружне лиге су пети ниво лигашких фудбалских такмичења у Србији. Виши степен такмичења је Зона Исток, a нижи Градска лига Пирот. Лига је основана 2009. године, а у првој сезони је бројала 12 клубова. Кроз године се тај број није нити увећавао нити смањивао.

## Клубови у сезони 2018/19
| Клуб              | Место        | Општина/Град         |
| ----------------- | ------------ | -------------------- |
| Борац             | Барје Чифлик | Град Пирот           |
| Владимир Дурковић | Бериловац    | Град Пирот           |
| Гњилан            | Гњилан       | Град Пирот           |
| ОФК Драгош        | Пирот        | Град Пирот           |
| Задругар          | Крупац       | Град Пирот           |
| Лужница           | Бабушница    | Општина Бабушница    |
| Младост           | Пољска Ржана | Град Пирот           |
| Падеж             | Петровац     | Град Пирот           |
| Рајко Митић       | Бела Паланка | Општина Бела Паланка |
| Сењак             | Пирот        | Град Пирот           |
| Слога             | Велико Село  | Град Пирот           |
| Спартак           | Пирот        | Град Пирот           |